# David B. Wake
David Burton Wake (* 8. Juni 1936 in Webster, South Dakota; † 29. April 2021) war ein US-amerikanischer Herpetologe und Professor für Integrative Biologie. Sein Forschungsschwerpunkt war die Artbildung. Er war ab 1962 mit Marvalee H. Hendricks verheiratet, die ebenfalls Herpetologin ist, und hatte einen Sohn.

## Leben und Wirken
1958 erlangte Wake am Pacific Lutheran College in Tacoma, Washington den Bachelor of Arts in Biologie. Anschließend studierte er bei Professor Jay Mathers Savage an der University of Southern California, wo er 1960 zum Master of Science graduierte und 1964 zum PhD promovierte. Von 1963 bis 1964 war er Biologiedozent an der University of Southern California. Von 1964 bis 1966 lehrte er Anatomie und Biologie an der University of Chicago. Von 1966 bis 1969 war er Assistenzprofessor für Anatomie und Biologie an der University of Chicago. Von 1969 bis 1973 war Wake außerordentlicher Professor und Assistenzkurator für Herpetologie an der University of California, Berkeley. Von 1971 bis 1998 hielt er den Direktorenposten am Museum of Vertebrate Zoology an der University of California, Berkeley inne. Von 1973 bis 1989 war er Professor für Zoologie und Kurator für Herpetologie an der University of California, Berkeley. In den 1980er-Jahren war er als Gastdozent an der Universität Basel, an der Universität Bremen und am Smithsonian Tropical Research Institute in Panama tätig. Ab 1989 war er Professor für Integrative Biologie an der University of California, Berkeley. David Burton Wake war Mitglied der American Association for the Advancement of Science, der Linnean Society of London, der American Academy of Arts and Sciences (1997) und der American Philosophical Society. 1998 wurde er in die National Academy of Sciences gewählt.
Wake war an über 350 wissenschaftlichen Publikationen beteiligt. Hierzu zählen mehrere Erstbeschreibungen von Gattungen und Taxa aus der Familie der Lungenlosen Salamander, darunter Bradytriton, Cryptotriton, Ixalotriton, Nototritdon, Nyctanolis, Karsenia, Urspelerpes und Pseudoeurycea naucampatepetl.
Im Jahr 2000 gehörte Wake zu den Mitbegründern der Website AmphibiaWeb.
Wake starb Ende April 2021 im Alter von 84 Jahren.

## Ehrungen und Dedikationsnamen
1981 und 1982 erhielt Wake ein Guggenheim-Stipendium. 1999 wurde er mit dem Fitch Award der American Society of Ichthyologists and Herpetologists geehrt. Nach Wake sind die Salamanderarten Cryptotriton wakei und Batrachoseps wakei, der Miriams Skink (Davewakeum miriamae) und die Froschart Wakea madinika benannt. Im Artepitheton der Geckoart Cyrtodactylus wakeorum werden sowohl Wake als auch seine Frau geehrt. 2022 wurde die fossile Fleischflosser-Art Qikiqtania wakei nach ihm benannt.

## Werke (Auswahl)
- Salamanders of the family Plethodontidae. Smith College Fiftieth Anniversary Publications. Bd. 7. Society for the Study of Amphibians and Reptiles, 1972 (mit Emmett Reid Dunn und Arden H. Brame)
- Collections of Preserved Amphibians and Reptiles in the United States In: Herpetological Circulars 3. Society for the Study of Amphibians and Reptiles, 1975
- The Distribution, Ecology, and Evolutionary History of Plethodontid Salamanders in Tropical America Science Bulletin. Bd. 25. (mit James Francis Lynch)
- Complex Organismal Functions: Integration and Evolution in Vertebrates : Report of the Dahlem Workshop on Complex Organismal Functions - Integration and Evolution in Vertebrates, Berlin 1988, August 28-September 2. Live Science Research Report. Bd. 45. Wiley, 1989
- Geographic variation and speciation in the Torrent salamanders of the genus Rhyacotriton (Caudata: Rhyacotritonidae). University of California Publications in Zoology, Bd. 126. University of California Press, 1992 (mit David A. Good)